# Pasar Rebo
Pasar Rebo is een onderdistrict van de gemeente Jakarta Timur (Oost-Jakarta) in de stad Jakarta, Indonesië.

## Verdere onderverdeling
Het onderdistrict Pasar Rebo is verdeeld in 5 kelurahan:
1. Pekayon - postcode 13710
2. Gedong - postcode 13760
3. Cijantung - postcode 13770
4. Baru - postcode 13780
5. Kalisari - postcode 13790